# Rubia agostinhoi
Rubia agostinhoi es una especie herbácea de la familia de las rubiáceas. Se encuentra en Macaronesia, España y Marruecos.

## Descripción
Es una planta herbácea con tallos de hasta 50 cm de altura, abundantemente ramificados, con aguijones retrorsos abundantes. Las hojas de (4-) 1O-50 (-90) x 1-6 mm, en verticilos de (7-) 8 piezas lineares, linear-lanceoladas o linear-espatuladas, revolutas, puberulentas en la parte inferior, con aguijones escasos en el haz y abundantes en el margen. Flores en panículas axilares muy laxas. La corola amarillento-verdosa, con 5-6 lóbulos de 1,5-2,5 mm, ovados, cuspidados, más o menos densamente papilosos en la cara superior. Androceo con 5-6 estambres; anteras de 0,1-0,2 mm, ovoideas u ovoideoesféricas. Mericarpos de 3-6 mm, globosos, negros.  Florece de abril a junio.

## Taxonomía
Rubia agostinhoi fue descrita por Dans. & P.Silva y publicado en Agronomia Lusitana 16: 62, en el año 1974.
Etimología
Rubia: nombre genérico que deriva del latín rubus que significa "rojo".
agostinhoi: epíteto
Citología
Número de cromosomas de Rubia agostinhoi (Fam. Rubiaceae) y táxones infraespecíficos: n=11; 2n=22
Sinonimia
- Rubia peregrina subsp. agostinhoi (Dans. & P.Silva) Valdés Berm. & G.López[4]